# Havreballegårds amt
Havreballegårds amt (danska: Havreballegård Amt eller Havreballegaard Amt), även känt som Århusgårds amt (danska: Aarhusgaard Amt), var ett amt i västra Danmark. Amtet omfattade ett område på den östra sidan av halvön Jylland samt den närliggande ön Tunø. Residensstaden Århus var amtets enda stad.

## Administrativ historik
Havreballegårds amt bildades när Danmarks län ersattes av amt 1662 och ersatte då det dåvarande slottslänet Havreballegårds län.
Amtet upphörde i samband med amtsreformen 1793 då det, tillsammans med Skanderborgs och Åkærs amt samt delar av Dronningborgs och Silkeborgs amt, blev en del av det då nybildade Århus amt. Sedan kommunreformen 2007 tillhör området Region Mittjylland.

## Härader
Havreballegårds amt omfattade tre härader:
- Hasle härad
- Nings härad
- Vester Lisbjergs härad